# Avance 36
Avance 36 är en kustkryssare, ritad och konstruerad av Peter Norlin 1977. Båtarna byggdes av Öja Båtar AB utanför Jakobstad i Finland. Totalt byggdes cirka 150 båtar mellan 1978 och 1987, då varvet gick i konkurs.
Avance 36 mäter 10,8 x 2,75 och karakteriseras av det långsmala måttet samt relativt djupt v-bottnat skrov vilket lämpar sig väl för skärgårdssegling.